# Citharichthys spilopterus
Citharichthys spilopterus är en fiskart som beskrevs av Günther 1862. Citharichthys spilopterus ingår i släktet Citharichthys och familjen Paralichthyidae. Inga underarter finns listade i Catalogue of Life.